# STS-80
STS-80 e осемдесетата мисия на НАСА по програмата Спейс шатъл и двадесети и първи полет на совалката Колумбия.

## Екипаж
| Пост                    | Астронавт                                  |
| ----------------------- | ------------------------------------------ |
| Командир                | Кенет Кокрил трети космически полет        |
| Пилот                   | Кент Роминджър втори космически полет      |
| Специалист на мисията 1 | Тамара Джерниган четвърти космически полет |
| Специалист на мисията 2 | Томас Джоунс трети космически полет        |
| Специалист на мисията 3 | Стори Мъсгрейв шести космически полет      |

- Броят на полетите е преди и включително тази мисия.

## Полетът
Изстрелването е първоначално насрочено за 31 октомври 1996 г., но е отложено за 19 ноември поради технически причини. По същия начин и кацането е насрочено за 5 декември, а е отложено за 7 поради лоши метеорологични условия в района на Космически център „Кенеди“.
Това е деветият полет с т. нар. система за удължаване на полета (Extended Duration Orbiter (EDO)). Последната позволява удължаване на автономния полет на совалките до около 16 денонощия.
Полезния товар на совалката „Колумбия“ представлява два автономни спътника. Първият – Orbiting and Retrievable Far and Extreme Ultraviolet Spectrometer-Shuttle Pallet Satellite II (ORFEUS-SPAS II) се извежда за втори път в космоса (първия – с мисия STS-51). Освободен е от совалката на първия, а е „заловен“ на 16-ия и върнат на Земята.
Вторият спътник Wake Shield Facility (WSF) е освободен на четвъртия ден от полета и „хванат“ 3 дни по-късно. Той е в космоса за трети път (мисии STS-60, STS-69).

## По време на мисията
- Стори Мъсгрейв става вторият астронавт в света (след Джон Йънг през 1983 г.) достигнал 6 космически полета;
- Също така той е най-възрастният човек – на 61 години, летял в космоса дотогава (рекордът е подобрен от Джон Глен през 1998 г.);
- Отново Стори Мъсгрейв е единственият астронавт, летял на петте совалки на САЩ (Чалънджър – мисия STS-6, Дискавъри – мисия STS-33, Атлантис – мисия STS-44, Индевър – мисия STS-61 и Колумбия – мисия STS-80);
- Мисия STS-80 поставя рекорд за най-продължителен полет в цялата програма Спейс шатъл;
- Планираните две космически разходки на Т. Джоунс и Т. Джериган са отменени поради проблеми с изходния люк на совалката.

## Параметри на мисията
- Маса:
  - Маса на полезния товар: 13 006 кг
- Перигей: 318 км
- Апогей: 375 км
- Инклинация: 28,45°
- Орбитален период: 91.5 мин

## Галерия
- Подготовка на полезния товар за полет
- Подготовката на спътника ORFEUS-SPAS II
- „Колумбия“ на стартовата площадка 39В
- Спътника ORFEUS-SPAS II в орбита
- Спътникът WSF преди прибирането му на борда на совалката